# 카토 카즈키
카토 카즈키(加藤 和樹, 1984년 10월 7일 ~)는 아이치현 나고야시에서 태어난 일본의 가수이자 배우이다. 이름을 알린 건 《가면 라이더 카부토》에서 카자마 다이스케 역을 하면서 부터이다. 또, 뮤지컬 《테니스의 왕자》에서 아토베 케이고 역을 맡으며 인지도를 또 한 번 올렸다. 이 뮤지컬 때문에, 한국에 2007년 내한하기도 하였다. 올해 2009년에 가정교사 히트맨 리본에서 리얼 6조화인 키쿄우의 목소리를 맡으며 성우계에 발을 들여놓게 되었다.

## 작품

### 드라마
- 특명계장 타다노 히토시 (2003년)
- 가면 라이더 카부토 (2006년) 카자마 다이스케/가면라이더 드레이크 역
- 지옥소녀 (2006년) 이치모쿠렌 역
- 호타루의 빛 (2007년) 데시마 마코토 역
- 우리는 천사다! (2009년)
- 인디고의 밤 (2009년)

### 영화
- 가면라이더 - 더 넥스트(2007) 카자미 시로/가면라이더v3 역
- 기라라의 역습 : 토야호 정상의 위기일발 (2008)
- 너에게 빛을 (2009)

### TV애니메이션
2009년
- 가정교사 히트맨 리본 (리얼 6조화 - 키쿄우)

## 음반 목록

### 싱글
1. Vampire／ユメヒコウキ (2006년 10월 18일)
  1. Vampire
  2. ユメヒコウキ
  3. Vampire（karaoke）
  4. ユメヒコウキ（karaoke）
  5. 僕らの未来〜3月4日〜（1st Live Special Version）*본인 작사
2. そばにいて（2007년2월 7일）
  1. そばにいて
  2. リアル　*본인작사
  3. そばにいて（karaoke）
  4. リアル（karaoke）
3. instinctive love (2007년 7월 25일)
  1. instinctive love
  2. melody　*본인작사
  3. Venus（Meet the Drastics Live Session）*본인작사
  4. instinctive love（instrumental）
  5. melody（instrumental）
4. impure love（2007년 10월 3일）
  1. impure love
  2. Shining Road　*본인작사
5. Venom (2009년 3월 4일)
  1. Venom
  2. Oh yeah!Go way!　*본인작사
  3. Chain of Love　*본인작사작곡
  4. Venom（instrumental）
  5. Oh yeah!Go way!（instrumental）
  6. Chain of Love（instrumental）
6. EASY GO（2009년 6월 10일）
  1. EASY GO
    - テレビアニメ

  2. Dead Or Alive　*본인작사
  3. HOME

### 앨범
1. Face（2007년4월 4일）
  1. Faith
  2. グローリー
  3. 僕らの未来～3月4日～ *본인작사
  4. そばにいて
  5. Carnation
  6. Lost time　*本人作詞
  7. ユメヒコウキ
  8. Shake!! Shake!! Shake!!
  9. リアル　*本人作詞
  10. Soul Survivor
  11. Starlight Dreamer　*본인작사
  12. Vampire
  13. one
2. in LOVE （2008년 1월 23일）
  1. 〜Prologue〜
  2. Wake up!
  3. impure love
  4. DRIVE ME WILD
  5. 砂の城
  6. instinctive love
  7. 〜Intermission〜
  8. Brilliant snow
  9. Love Bite
  10. Free
  11. Selfish Cat
  12. 片恋　*本人作詞
  13. 〜Epilogue〜
  14. Melody LIVE 2007.10.13 at 日比谷野外音楽堂
3. GLAMOROUS BEAT（2009년 7월 15일）
  1. メラメラ
  2. EASY GO
  3. Kiss In Heaven
  4. What Can Tonight　*본인작사
  5. APORIA
  6. 星へ　*본인작사작곡
  7. シュールなビートで眠りたい
  8. Hang Glider
  9. Say Good Bye　*본인작사
  10. Venom
  11. Fighting Road

### 미니앨범
1. Rough Diamond（2006년 4월 26일）
  1. WARNING
  2. 東京ダイヤモンド
  3. 君とずっと　*본인작사
  4. HIGHER DREAM
  5. ライン
  6. 夢でいいから